# Pleasure Boys
Pleasure Boys är en låt av det brittiska New romantic-bandet Visage, släppt som singel på Polygram Records i oktober 1982. Den skrevs av bandmedlemmarna. Den låg tre veckor på englandslistan och nådde som bäst en fyrtiofjärde (44) placering. 
Titelspåret är Visage's enda som inte finns med på något album (förutom samlingsalbum).

## Historia
Pleasure Boys var den första singeln från Visage efter att Midge Ure lämnat bandet. Ure hade hoppat av p.g.a. ökande motsättningar med Steve Strange angående musikstilen och sättet att promota dem (Strange hade velat promota The Anvil i USA genom att rida på en kamel genom Fifth Avenue i New York) samt hans missnöje över hur John Luongo mixade "Night Train" (han tyckte att remixen var för lik albumversionen). Några av låtarna på Visage's sista album skrevs under repetitionerna vid den här tiden. 

## Låtlista
7" vinyl:
1. Pleasure Boys (Single edit mix av John Luongo) - 3:35
2. The Anvil (Single edit mix av John Luongo) - 4:30

## Medverkande
- Steve Strange (sång)
- Rusty Egan (elektrisk trumprogrammering)
- Billy Currie (synthesizer)
- Dave Formula (synthesizer)
- Steve Barnacle (bas)